# Коши, Огюстен Луи
Барон Огюсте́н Луи́ Коши́ (фр. Augustin Louis Cauchy; 21 августа 1789, Париж — 23 мая 1857, Со, Франция) — французский математик и механик, член Парижской академии наук, Лондонского королевского общества, Петербургской академии наук и других академий.
Разработал фундамент математического анализа, внёс огромный вклад в анализ, алгебру, математическую физику и многие другие области математики; один из основоположников механики сплошных сред. Его имя внесено в список величайших учёных Франции, помещённый на первом этаже Эйфелевой башни.

## Биография

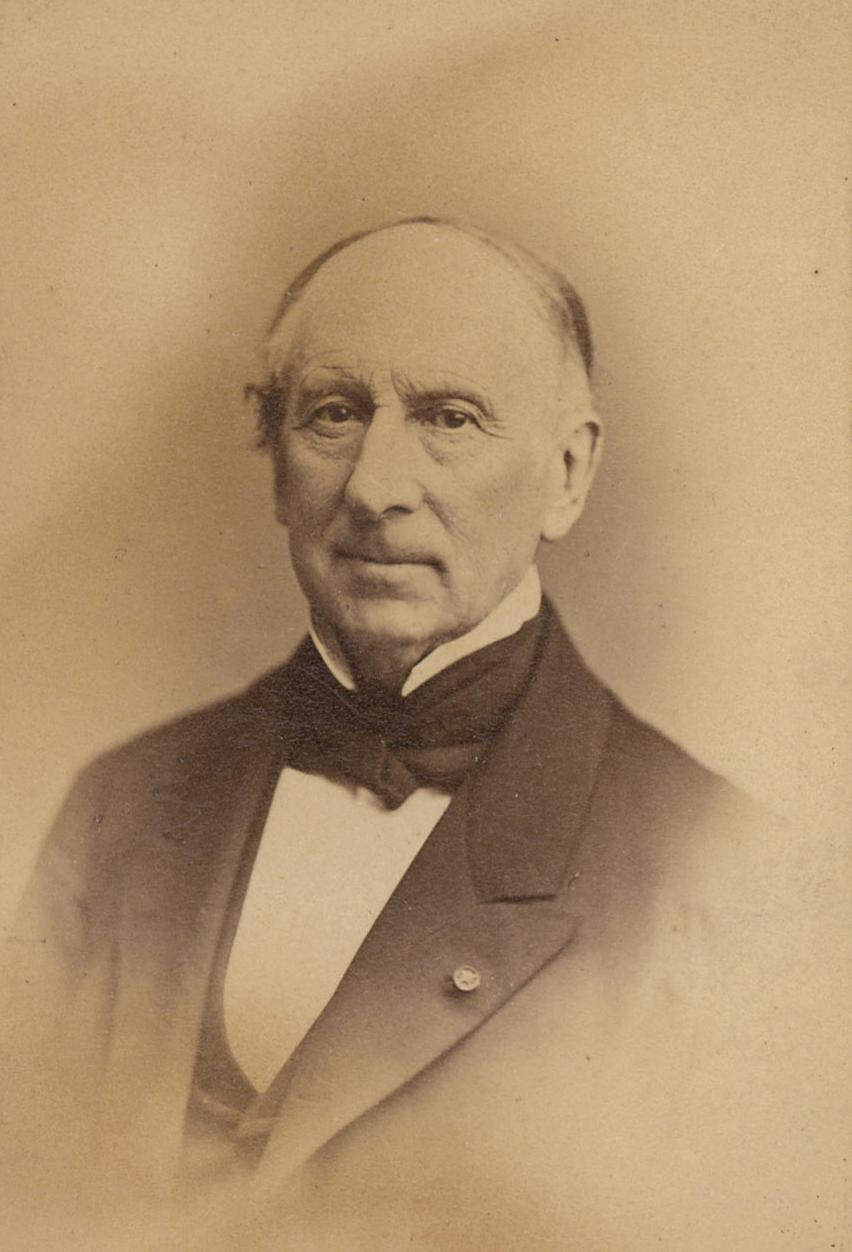
Фотография Коши

Родился в семье чиновника, глубоко верующего монархиста. Учился в Политехнической школе (1805), затем перешёл в парижскую Школу мостов и дорог (1807). По окончании школы стал инженером путей сообщения в Шербуре. Здесь он начал самостоятельные математические исследования.
В 1811—1812 годах Коши представил Парижской академии несколько работ. В 1813 году возвращается в Париж, продолжает математические исследования.
С 1816 года Коши специальным королевским указом назначен членом Академии (вместо изгнанного Монжа). Мемуар Коши по теории волн на поверхности тяжёлой жидкости получает первую премию на математическом конкурсе, и Коши приглашён преподавать в Политехническую школу.
1818: женился на Алоизе де Бюр. У них родились две дочери.
1821: опубликован труд «Алгебраический анализ» по основаниям анализа.
1830: после июльской революции Коши был вынужден в силу своих клерикально-роялистских настроений отправиться вместе с Бурбонами в эмиграцию. Он жил преимущественно в Турине и Праге, будучи некоторое время воспитателем герцога Бордосского, внука Карла X, за что был произведён изгнанным королём в бароны.
1836: умер Карл X, и присяга ему потеряла силу. В 1838 году Коши вернулся в Париж, но не пожелал из-за своей неприязни к новому режиму занять никаких государственных должностей. Он ограничился преподаванием в иезуитском колледже. Только после новой революции (1848) он получил место в Сорбонне, хотя и не принёс присяги; Наполеон III оставил его в этой должности в 1852 году.

## Научная деятельность

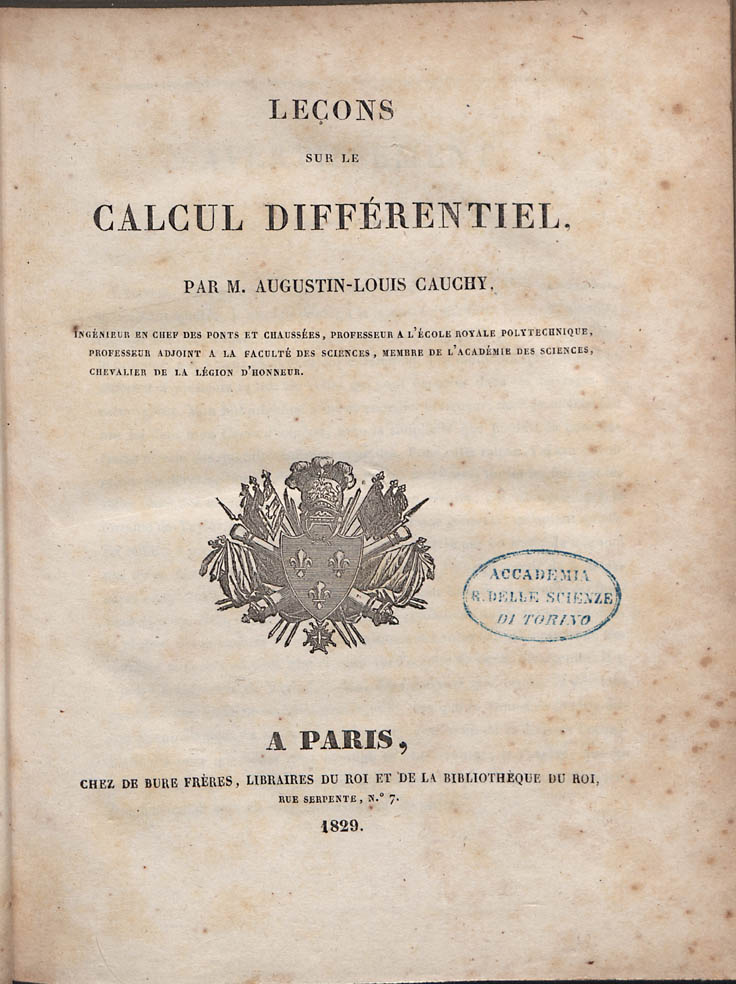
Leçons sur le calcul différentiel, 1829

Коши написал свыше 800 работ, полное собрание его сочинений содержит 27 томов. Его работы относятся к различным областям математики (преимущественно к математическому анализу) и математической физики.
Коши впервые дал строгое определение основным понятиям математического анализа — пределу, непрерывности, производной, дифференциалу, интегралу, сходимости ряда и т. д. Его определение непрерывности опиралось на понятие бесконечно малого, которому он придал новый смысл: у Коши бесконечно малое — переменная величина, стремящаяся к нулю. Ввёл понятие радиуса сходимости ряда. Курсы анализа Коши, основанные на систематическом использовании понятия предела, послужили образцом для большинства курсов позднейшего времени.
Коши много работал в области комплексного анализа, в частности, создал теорию интегральных вычетов. В математической физике глубоко изучил краевую задачу с начальными условиями, которая с тех пор называется «задача Коши». Ему также принадлежат исследования по геометрии (о многогранниках), по теории чисел, алгебре и другим областям математики.
В механике О. Л. Коши внёс значительный вклад в формирование математического аппарата механики сплошных сред. Он первым стал рассматривать условия равновесия и движения выделенного объёма сплошной среды, на который действуют объёмные и поверхностные силы. В 1827 году Коши установил свойство взаимности напряжений: давления на двух пересекающихся площадках с общим центром и одинаковой площадью обладают тем свойством, что проекция одного из них на нормаль ко второй площадке равна проекции второго давления на нормаль к первой площадке. При этом он показал, что напряжение имеет шесть составляющих (три нормальные и три тангенциальные); отсюда позднее развилась теория тензоров. Рассматривая материальное тело как сплошную среду, он вывел систему уравнений для напряжений и деформаций в каждой точке тела, а в 1828 г. вывел классические уравнения динамики изотропного упругого тела в перемещениях. В результате этих исследований были заложены основы математической теории упругости.
В случае жидкой частицы Коши рассматривал не только её поступательное и вращательное перемещение, но также и деформации — изменения объёма и формы. В 1815 г. он строго доказал теорему Лагранжа о сохранении безвихревого течения идеальной баротропной жидкости в поле консервативных сил. В 1815—1816 гг. Коши и Пуассон разработали фундамент теории волн малой амплитуды.
В работах по оптике Коши дал математическую разработку волновой теории света и теории дисперсии. Занимался также астрономией и другими областями естествознания.

## Религиозные взгляды
Коши писал:

Я христианин, то есть верую в Божество Иисуса Христа, как [и] Тихо де Браге, Коперник, Декарт, Ньютон, Ферма, Лейбниц, Паскаль, Гримальди, Эйлер и другие, как все великие астрономы, физики и математики прошлых веков… Во всём этом [христианском вероучении] я ничего не вижу, что сбивало бы с толку мою голову, было бы ей вредно. Напротив, без этого святого дара веры, без знания о том, чего мне надеяться и что ожидает меня в будущем, душа моя в неуверенности и беспокойстве металась бы от одной вещи к другой, и эта тревога души и неуверенность в мыслях есть то, что нередко производит отвращение к жизни и может, в конце концов, повести к самоубийству.

## Труды на русском языке
- Коши Г. А. Л. Краткое изложение уроков о дифференциальном и интегральном исчислении. Перевод с французского В. Буняковского. — СПб.: Императорская Академия Наук, 1831. — 243 с.

## Память
В 1935 году Международный астрономический союз присвоил имя О. Л. Коши кратеру на видимой стороне Луны.
Имя учёного присвоено многим научным теоремам и понятиям, см. Список объектов, названных в честь Огюстена Луи Коши.